# ARA-VP-6/500 (Ardi)
Az ARA-VP-6/500 katalógusszámú, röviden Ardi néven emlegetett fosszília az Ardipithecus ramidus faj típuspéldánya. Tim D. White, Gen Suwa és Berhane Asfaw 1994-ben találtak rá és 1995-ben írták le ennek alapján az Ardipithecus ramidus nevű főemlősfajt. Etiópiában került elő, az 5,3-3,6 millió éve keletkezett Sagantole lapillitufa formációból. Kőzettanilag változó felépítésű, kőzetlisztből, iszapkőből, homokból, homokkőből, kavicsból és tufából álló folyami és tavi üledékes összletről van szó. A lelet in situ jellegű, vagyis a felszínen az üledékből természetes módon kipreparálódva találták, ásást, bontást nem igényelt.
A leletet rétegtana alapján 4,4 millió (± 50 000) éves. Minden darab egy olyan földrétegben volt, amelyet két vulkáni tufa réteg zárt közre. Mindkét tufaréteg kora 4,4 millió év a kálium–argon módszerű radiometrikus datálás eredményeképp, azaz a módszer ötvenezer éves hibahatárán belüli a két réteg közé ékellődő lelet. Az első lelet (ARA-VP-6/1) egy állkapocstöredék és 10 darab fog, a második lelet (ARA-VP-7/2) egy állkapocstöredékből és egy bal karcsontból állt. Több ásatási szezon eredményeként egy hiányos csontváz állítható össze a leletekből, amelyek mind egyetlen egyedhez tartoztak.
Az egyedet a kis méretű szemfog alapján nősténynek gondolják. Medencéje kétlábúságra mutat. Ugyanakkor a középső ékcsont (medial cuneiform) alapján elálló nagylábujja, azaz kapaszkodó lába volt, a kézközépcsontok viszont rövidek, és az ujjháton járás kizárható. Mindezek alapján már az emberfélék elkülönült fejlődési vonalába tartozik. Ardi gyakorlatilag megdöntötte a szavanna-elméletet – miszerint az ember evolúciójában a szavannai élet okozta volna a lényeges anatómiai változásokat –, mivel a lelőhely bizonyíthatóan erdei környezet volt Ardi életében.
A leletet alternatívaként Australopithecus ramidus, Homo antiquus praegens fajneveken is említik. Néhány, Ardinál mintegy egymillió évvel idősebb, ugyanezen a környéken talált foglelet alapján állították fel az Ardipithecus kadabba nevű fajt.

## Lásd még
- Ardipithecus ramidus
- Ardipithecus kadabba
- Az emberfélék fosszíliáinak listája

## Külső hivatkozások
- Paleodatabase: Ardipithecus[halott link]
- Talkorigins